# Referendum in Estland 1923

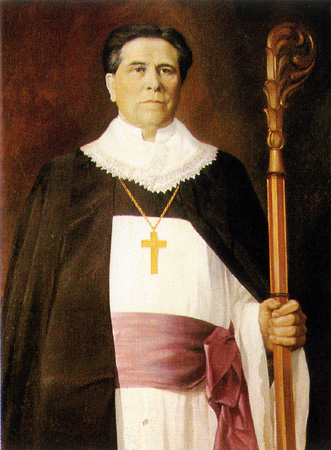
Der evangelisch-lutherische Bischof Jakob Kukk

Die Volksabstimmung in Estland 1923 fand vom 17. bis 19. Februar statt. Sie war die erste und einzige Volksabstimmung im Estland der 1920er Jahre. Darin stimmte das Volk mehrheitlich für die Einführung eines freiwilligen Fachs Religion an den öffentlichen Grundschulen.

## Hintergrund
Die Republik Estland erklärte 1918 ihre staatliche Souveränität. Sie gab sich im Dezember 1920 eine demokratische und rechtsstaatliche Verfassung. In den Mittelpunkt des politischen Systems stellte die Verfassung ein parlamentarisches Regierungssystem. Daneben hatte das Volk die Möglichkeit, durch Volksbegehren und Volksentscheide an der Gesetzgebung mitzuwirken.
Der einzige Volksentscheid im Estland der 1920er Jahre fand zur Frage statt, ob durch Änderung des Grundschulgesetzes ein staatlich finanziertes Fach Religion in den Lehrplänen der öffentlichen Grundschulen angeboten wird (bei freiwilliger Teilnahme der Schüler und Lehrer).

## Streit um das Fach Religionslehre
Die estnische Verfassung von 1920 gewährte umfassende Religionsfreiheit. Sie sah gleichzeitig eine strikte Trennung von Staat und Kirche vor, im Gegensatz etwa zur 1917 unabhängig gewordenen Republik Finnland, die sich für ein Staatskirchen-Modell entschied.
Die Mehrheit der politischen Parteien in Estland lehnte Religionslehre in den öffentlichen Schulen strikt ab. Das am 2. Mai 1920 angenommene Grundschul-Gesetz (algkooli seadus) verbot in seinem § 2 den Schulbehörden ausdrücklich das Fach Religionslehre.

## Volksbegehren
Für eine stärkere staatliche Förderung der evangelisch-lutherischen Kirche trat dagegen vor allem die konservative Christliche Volkspartei (Kristlik Rahvaerakond) ein. Insbesondere die beiden prominenten Parteienvertreter Jaan Lattik und Leopold Raudkepp machten sich Anfang der 1920er Jahre für die Durchführung eines Volksbegehrens über die Einführung von Religionsunterricht stark.
Für ein Volksbegehren waren 25.000 Unterschriften erforderlich. Im August 1922 begann die Unterschriftenkampagne der Partei. Das Ergebnis übertraf die Erwartungen weit. Innerhalb weniger Wochen kamen etwa 100.000 Unterstützungsunterschriften zusammen. Dies zeigte den hohen Mobilisierungsgrad, den das Thema erreichen konnte.
Im November 1922 lehnte das Riigikogu (estnisches Parlament) dennoch eine Änderung des Grundschul-Gesetzes mehrheitlich ab.

## Volksentscheid
Ermutigt durch den Erfolg des Volksbegehrens gelang es der Partei und besonders der evangelisch-lutherischen Kirche anschließend, die notwendige Zahl von 250.000 Unterschriften für die Durchführung eines Volksentscheids zusammenzubringen, vor allem durch die starke Unterstützung des evangelisch-lutherischen Bischofs Jakob Kukk und zahlreicher evangelisch-lutherischer und baptistischer Geistlicher. Die orthodoxe Kirche zeigte sich in der Frage gespalten.
Die Volksabstimmung über die Einführung eines staatlich finanzierten Fachs Religion in den Lehrplänen der öffentlichen Grundschulen bei freiwilliger Teilnahme der Schüler und Lehrer fand vom 17. bis zum 19. Februar 1923 statt. Sie war mit einer Mehrheit von 71,9 % der Stimmen überraschend deutlich erfolgreich. An der Volksabstimmung nahmen insgesamt 461.005 Personen teil. Von ihnen stimmten 328.369 für die Einführung von Religionsunterricht, 130.476 dagegen.
Die Gesetzesänderung trat im März 1923 in Kraft.

## Folgen
Als Rechtsfolge der erfolgreichen Volksabstimmung musste nach Artikel 23 der Verfassung das Parlament vorzeitig aufgelöst werden, da das Volk dem Parlament sein Misstrauen ausgesprochen hatte. Im Mai 1923 fanden vorgezogene Neuwahlen statt. Dabei konnte die Christliche Volkspartei mit acht von insgesamt 100 Mandaten einen Wahlerfolg verbuchen. Allerdings kam es zu einer weiteren Fragmentierung des Parteiensystems, da insgesamt vierzehn Parteien und Gruppierungen ins Parlament einzogen.
Nach der Volksabstimmung ging der Zuspruch zur Christlichen Volkspartei mangels zugkräftiger politischer Themen jedoch zurück. Bei der Parlamentswahl 1926 konnte sie lediglich fünf Abgeordnetensitze erringen.